# Hemoglobinurie
Hemoglobinurie is een ziektebeeld, waarbij hemoglobine in de urine zit, maar geen rode bloedcellen. Normaal komen noch hemoglobine, noch rode bloedcellen in de urine voor.
Hemoglobine is een eiwit dat in rode bloedcellen voorkomt en nergens anders.
Bij bloedverlies in de urinewegen kunnen rode bloedcellen in de urine voorkomen, dit heet hematurie.
Bij hemoglobinurie zijn er met de microscoop geen rode bloedcellen in de urine te zien, terwijl er wel hemoglobine in de urine zit, die kleurt dus wel rood. Dit kan optreden als de rode bloedcellen in de urine gezeten hebben, maar zijn stukgegaan, bijvoorbeeld door osmose doordat de urine sterk verdund is, in dat geval is de betekenis dezelfde als van hematurie.
Het is echter ook mogelijk dat rode bloedcellen al in de bloedbaan kapot zijn gegaan (hemolyse), zodat vrij hemoglobine (als eiwit) door de nier wordt uitgescheiden. Rode bloedcellen kunnen kapotgaan door mechanische beschadiging. Bijvoorbeeld:
- het lopen of marcheren van zeer grote afstanden vooral op harde weg en of met hard schoeisel (dit heet marshemoglobinurie omdat het nogal voorkwam bij marsen van soldaten)
- kunsthartkleppen waartussen rode bloedcellen worden geplet.

Andere oorzaken van hemolyse en dus hemoglobinurie zijn bepaalde medicijnen (bijvoorbeeld dapson), vergiftiging, verkeerde bloedtransfusie, of ziektes.